# Walter Fuentes
Walter Leonel Fuentes Pavón (Sabá, Honduras, 7 de octubre de 1986) es un futbolista hondureño. Juega como delantero y actualmente milita en el Real Sociedad de Tocoa de la Liga Nacional de Honduras.

## Clubes
| Club                   | País     | Año         |
| ---------------------- | -------- | ----------- |
| Unión Sabá             | Honduras | 2009 - 2014 |
| Real Sociedad de Tocoa | Honduras | 2014 -      |